# Tschytschkan (Fluss)
Der Tschytschkan (russisch und kirgisisch Чычкан) ist ein rechter Nebenfluss des Naryn in Kirgisistan (Zentralasien).
Der Tschytschkan entspringt im äußersten Osten des Talas-Alatau. Er fließt anfangs in einem Bogen nach Osten, wo er auf die Fernstraße M41 von Bischkek nach Osch trifft. Diese führt von Osten kommend über den Alabel-Pass ins Tal des Tschytschkan und verläuft anschließend entlang dem Flusslauf nach Süden. Der Tschytschkan durchbricht den westlichen Teil der Suusamyrtoo-Bergkette in südlicher Richtung, passiert den Ort Balatschytschkan und mündet westlich der Stadt Toktogul am  Nordufer des Toktogul-Stausees in diesen. Die wichtigsten Zuflüsse des Tschytschkan sind der It-Agar (im Mittellauf, von rechts) und der Bala-Tschytschkan (im Unterlauf, von links).
Der Tschytschkan hat eine Länge von 78 km. Er entwässert ein Areal von 1150 km². Der mittlere Abfluss beträgt 23 m³/s. Die höchsten monatlichen Abfluss-Werte ergeben sich im Juni mit mehr als 40 m³/s, während der niedrigste Durchfluss im Februar verzeichnet wird (weniger als 40 m³/s).
Im Tal des mittleren Tschytschkan liegt ein Teilareal von Semenovs Tanne, einer in Kirgisistan endemischen Unterart der Sibirischen Tanne (Abies sibirica subsp. semenovii), die nach dem Zentralasienforscher Pjotr Petrowitsch Semjonow-Tjan-Schanski benannt wurde.